# 阿部伸一
阿部 伸一（あべ しんいち 1964年8月25日 - ）は、日本の歯科医師・歯学者・解剖学者。東京歯科大学解剖学講座教授。

## 経歴
1983年 芝高等学校卒業、1989年東京歯科大学卒業、1993年同大学院修了。以後同大学助手、講師、助教授/准教授を経て2010年に教授、2011年に主任教授に就任。

## 著作
- 阿部伸一、松永智、加藤仁夫、金田隆、佐々木雄介、矢島安朝、月岡庸之 著、金田隆 編『Case Based Learning　画像診断に学ぶ 難易度別口腔インプラント治療』永末書店、2014年9月9日。ISBN 978-4-8160-1276-1。 NCID BB16630031。
- 阿部伸一『摂食嚥下の機能解剖 : 基本のきほん』医歯薬出版、2014年7月25日。ISBN 9784263444191。 NCID BB16340086。
- 阿部伸一『歯のしくみ口のしくみ』クインテッセンス出版、2014年6月10日。ISBN 9784781203751。 NCID BB15808863。
- 深水皓三、阿部伸一、堤嵩詞、岡田尚士 著、深水皓三 編『治療用義歯を用いた総義歯臨床』永末書店、2014年5月17日。ISBN 978-4-8160-1270-9。 NCID BB16069481。
- 阿部, 伸一、下田, 信治、高橋, 富久 ほか 編『口腔顎顔面解剖ノート』監修　井出吉信、学建書院、2014年3月1日。ISBN 9784924858619。 NCID BB15328358。
- 阿部伸一、一戸達也、久保周平、後藤隆志、齋藤淳、櫻井学、塩崎恵子、関根秀志、髙野正行、古澤成博、松浦信幸、松木由起子、間宮秀樹、山下秀一郎 著、一戸達也 編『歯科における安全で確実な局所麻酔 無痛治療の実践的テクニック』第一歯科出版、2013年4月5日。ISBN 978-4-8160-1276-1。 NCID BB1234720X。
- 阿部伸一『口腔からウェルエイジング : 口が元気なら、若い!ぼけない!』クインテッセンス出版、2013年2月10日。ISBN 9784781203003。 NCID BB11606299。
- 上濱正、阿部伸一、土田将広『今後の難症例を解決する総義歯補綴臨床のナビゲーション : ライフステージを考慮した機能解剖と臨床症例の考察』クインテッセンス出版、2012年3月10日。ISBN 9784781202464。 NCID BB08733651。
- 阿部伸一 他『若き歯科医師のためのクリニカル・ベーシック講座 15人のスペシャリストが必修ポイントを伝授する』監修 明海大学歯学部生涯研修部、メディカルトリビューン、2011年6月20日。ISBN 9784895893695。 NCID BB06278827。
- 金田隆、森進太郎、井出吉信、阿部伸一、佐野司、和光衛、西川慶一、田中譲治、浅賀寛、浅賀知記、菅井敏郎 著、金田隆 編『基本から学ぶインプラントの画像診断』砂書房、2008年9月9日。ISBN 9784901894654。 NCID BA8710509X。
- 井出, 吉信、阿部, 伸一、小林, 明子 ほか 編『臨床に活かす！　歯と口腔のビジュアルガイド』医歯薬出版〈デンタルハイジーン別冊〉、2007年11月20日。 NCID BA83685045。
- 井上孝 編『臨床歯科エビデンス 病態からみた発生』南山堂、2005年4月5日。ISBN 4525800313。 NCID BA73201641。
- 井出吉信 編『図説新歯牙解剖学』（改訂版）わかば出版、2004年3月18日。ISBN 9784898240212。 NCID BA83243466。
- 近藤, 弘、堤, 嵩詞、井出, 吉信 ほか 編『検査・診断・治療計画にもとづく基本総義歯治療』医歯薬出版〈補綴臨床別冊〉、2003年11月20日。 NCID BA64595127。
- 阿部伸一 他 著、高橋和人、野坂洋一郎 編『自分でつくるぬりえ口腔解剖学ノート』（第4版）学建書院、1998年4月。ISBN 4762405663。 NCID BA60780273。

## 所属団体
- 日本歯科医学会
  - 歯科基礎医学会[3]
  - 日本歯科医学教育学会評議員[4]
  - 日本口腔インプラント学会 学術委員[5]
  - 日本顎咬合学会倫理委員[6]
  - 日本顎顔面インプラント学会[3]
- 国際歯科研究学会[3]
  - 国際歯科研究学会日本部会[3]
- 日本医学会
  - 日本解剖学会[3]
- 東京歯科大学学会[3]
- 日本摂食・嚥下リハビリテーション学会[3]
- 人類形態科学研究会[3]